# Rami Ismail
Rami Ismail (nacido el 30 de octubre de 1988) es un desarrollador de videojuegos independiente holandés-egipcio. También es conocido por ser un portavoz dentro de la industria de los videojuegos sobre temas de diversidad y por acercarse a los desarrolladores de videojuegos de países en desarrollo. Cofundó el estudio Vlambeer con Jan Willem Nijman en 2010, donde desarrollaron videojuegos como Ridiculous Fishing, Luftrausers y Nuclear Throne.

## Primeros años
Ismail nació en los Países Bajos de padre egipcio y madre holandesa, y fue criado como musulmán.

## Vlambeer
Ismail había asistido a la Escuela de Artes de Utrecht, donde conoció a Jan Willem Nijman. Ambos se asociaron durante un curso de desarrollo de videojuegos y produjeron lo que pensaron que era un videojuego potencialmente comercializable. Cuando la escuela exigió los derechos del videojuego, ambos abandonaron la escuela y fundaron Vlambeer en 2010 para poder seguir desarrollando videojuegos sin este tipo de interferencias. Si bien muchos de los videojuegos de Vlambeer fueron bien recibidos por la crítica, el estudio se vio impulsado por el éxito repentino del videojuego móvil Ridiculous Fishing de 2013, que generó más de 1 millón de dólares en ingresos en seis meses, lo que ayudó a estabilizar financieramente a Vlambeer y a Ismail y Nijman.
A través de Vlambeer, Ismail lideró el desarrollo de presskit() y distribute(), herramientas gratuitas en línea para que los desarrolladores independientes preparen y distribuyan kits de prensa y materiales de mercadotecnia, copias de videojuegos listas para demostraciones y otros materiales para los miembros de la prensa.

## Pensamiento
Como musulmán y en frecuente contacto con miembros de la industria de los videojuegos fuera de las naciones occidentales y asiáticas, Ismail ha hablado sobre cómo contactar mejor a los programadores en los países en desarrollo. Ha criticado duramente políticas como la prohibición de viajes de Trump, que no sólo ha afectado sus viajes a Estados Unidos, sino que, según él, supone un gran coste para los programadores de países en desarrollo que quieren asistir a importantes funciones de la industria. En 2018, Ismail emitió más críticas por la prohibición de viajes, ya que a varios desarrolladores no occidentales o asiáticos se les impidió obtener visas de viaje para asistir a la Game Developers Conference en los Estados Unidos. En enero de 2019, Ismail anunció la creación de Gamedev.world, una conferencia de desarrolladores de videojuegos dirigida a desarrolladores de videojuegos independientes de estos países afectados que fundó con Sarah Elmaleh, Gwen Frey, Houssem Ben Amor y Gabriel Dal Santo. Gamedev.world iba a ser una conferencia de videojuegos que también incluyera a países no occidentales. La conferencia inaugural se celebró mediante una transmisión en línea y otros servicios de conferencias virtuales en junio de 2019. Los presentadores pudieron hablar en su lengua materna y las charlas fueron traducidas a 30 idiomas diferentes. A raíz de la cancelación de la Game Developers Conference de 2020 debido a la pandemia de COVID-19, Gamedev.world organizó varios eventos benéficos para ayudar a los desarrolladores que habían perdido pagos no reembolsables por asistir a la conferencia para ayudar a recuperar costos.

## Reconocimientos
Ismail, junto con Nijman, aparecieron en la lista Forbes 30 under 30 de Juegos en 2015. Ismail recibió el premio Embajador de los Game Developers Choice Awards de 2018 por su activismo para fomentar la diversidad dentro de los videojuegos y ayudar a apoyar a los desarrolladores de videojuegos de países menos desarrollados. Variety nombró a Ismail una de las personas más influyentes en los videojuegos en 2018 por su trabajo en la creación de herramientas gratuitas para creadores independientes y GamesIndustry.biz nombró a Ismail una de sus Personas del Año de 2018 por su continuo apoyo a la participación de los países en desarrollo. En diciembre de 2018, Ismail fue invitado al «Uitblinkerslunch» con el rey Guillermo Alejandro y la reina Máxima, un evento anual que honra a un puñado de holandeses que han alcanzado «logros extraordinarios».

## Vida personal
Ismail vive en los Países Bajos. Durante cinco años vivió con su esposa Adriel Wallick, otra desarrolladora de videojuegos, a quien conoció a través de su trabajo en videojuegos. Con la ayuda de Bungie, ambos se comprometieron virtualmente dentro de Destiny en octubre de 2016, y se casaron en noviembre de 2017. Los dos se separaron en agosto de 2018 y siguen siendo amigos. Ismail también da charlas con frecuencia en convenciones pequeñas y grandes y también suele dar conferencias sobre diseño de videojuegos en universidades.
En agosto de 2022, Ismail completó su entrenamiento de vuelo y se convirtió en piloto con licencia . Él atribuye el mérito de haber jugado Microsoft Flight Simulator por haberlo ayudado a aprobar el examen.